# Leon Klenicki
Leon Klenicki (ur. 7 września 1930 w Buenos Aires, zm. 25 stycznia 2009 w Monroe Township) – argentyńsko-amerykański rabin pochodzenia polskiego, zasłużony propagator dialogu katolicko-żydowskiego.

## Życiorys
Urodził się w Buenos Aires w rodzinie żydowskiej, jako jeden z dwóch synów Izajasza i Indy Klenickich, którzy w latach 20. XX wieku wyemigrowali z Polski do Argentyny. W 1959 roku podczas studiów na Uniwersytecie w Buenos Aires uzyskał stypendium, dzięki któremu ukończył Hebrew Union College-Jewish Institute of Religion w Cincinnati. Tam w 1967 roku został ordynowany na rabina. Na University of Cincinnati doktoryzował się z filozofii na podstawie rozprawy o mistycznym języku św. Jana od Krzyża. W 1967 roku wrócił do Buenos Aires, gdzie szybko stał się jednym z liderów społeczności żydowskiej oraz prekursorem judaizmu reformowanego.
W 1968 roku, jako dyrektor latynoamerykańskiego biura Światowej Unii dla Judaizmu Postępowego, wraz z Konferencją Episkopatu Ameryki Łacińskiej (CELAM) zorganizował w Bogocie wielkie spotkanie dialogowe Żydów i katolików, odbywające się podczas wizyty w Kolumbii Pawła VI i z papieskim udziałem. Przedstawił on zebranym własną wizję dialogu między judaizmem a chrześcijaństwem. Zwrócił wtedy uwagę na wspólne korzenie starotestamentowe, ale wspomniał również o Żydach prześladowanych w przeszłości przez chrześcijan. Spotkanie to stworzyło podstawy dla dalszego dialogu. Z upoważnia CELAM podjął studia nad katechizmem i innymi tekstami katolickimi pod kątem portretowania w nich Żydów i propozycji zmian w duchu Soboru Watykańskiego II.
W latach 1973–2001 był dyrektorem Wydziału Stosunków Międzyreligijnych Ligi Przeciwko Zniesławieniu (ADL), gdzie zajmował się stosunkami żydowsko-katolickimi (zastąpił na tym stanowisku Józefa Lichtena). W latach 1984–2001 był łącznikiem ADL z Watykanem. W tej roli odbywał wielokrotne podróże do Stolicy Apostolskiej, spotykając się z najwyższymi jej przedstawicielami oraz wielokrotnie z Janem Pawłem II.
W 1998 roku, kiedy watykańska Komisja ds. Kontaktów Religijnych z Judaizmem ogłosiła dokument Pamiętamy: Refleksje nad Shoah, dotyczący historii relacji między Żydami i chrześcijanami, Klenicki, jako jeden z wielu liderów świata żydowskiego, przyjął z zadowoleniem wezwanie papieża Jana Pawła II do tych chrześcijan, którzy nie zrobili nic, by powstrzymać Holocaust.
W 1987 roku, po wizycie w Watykanie prezydenta Austrii, Kurta Waldheima, Klenicki wraz z innymi działaczami katolickim i żydowskimi spotkali się z Janem Pawłem II, by wyrazić swoje obawy związane z jego gestem wobec osoby, która w czasie II wojny światowej pełniła służbę w Wehrmachcie.
Współpracował z archidiecezją Filadelfii, dla której przygotował specjalną broszurę zapoznającą wyznawców judaizmu z historią i wiarą chrześcijan. Dla archidiecezji Chicago przygotował specjalną Hagadę, przeznaczoną dla katolików, którzy chcą celebrować Pesach wraz z Żydami. Wspólnie z biskupem Eugene J. Fisherem opracował zbiór przemówień Jana Pawła II na temat relacji Kościoła katolickiego z judaizmem. Wraz z nim, na prośbę Konferencji Episkopatu USA, przygotował projekt liturgii Kościoła związanej z oddaniem czci i modłami za ofiary Holocaustu.
W 2005 roku spotkał się na audiencji u Benedykta XVI. Była to pierwsza audiencja papieża z liderami społeczności żydowskiej. W 2007 roku został kawalerem Orderu św. Grzegorza Wielkiego za wybitny i historyczny wkład w budowanie jak najlepszych związków pomiędzy katolikami i Żydami. Insygnia odznaczenia wręczył mu arcybiskup Bostonu, kardynał Sean O'Malley. Klenicki jest drugim w historii, po Józefie Lichtenie, oficjelem Ligi Przeciwko Zniesławieniu, który otrzymał to papieskie odznaczenie.
Leon Klenicki był wieloletnim profesorem w Ośrodku Studiów Żydowskich Uniwersytetu w Cambridge, a także prowadził wykłady zlecone z zakresu teologii żydowskiej na Uniwersytecie Katolickim w Louvain. Napisał wiele prac poświęconych dialogowi chrześcijańsko-żydowskiemu. Zmarł na raka w swoim domu w Monroe Township w stanie New Jersey. Był dwukrotnie żonaty: pierwszy raz z Aną Dimsitz, z którą miał dwójkę dzieci (małżeństwo zakończone rozwodem), drugi raz z Myrą Cohen.